# Estadio Manuel Ferreira
Das Estadio Manuel Ferreira (deutsch Manuel-Ferreira-Stadion) ist ein Fußballstadion in der paraguayischen Hauptstadt Asunción. Die Anlage ist Eigentum des Fußballvereins Club Olimpia und auch unter den Bezeichnungen El Bosque de Para Uno oder El Bosque bekannt. Die Spielstätte wurde offiziell am 15. Mai 1965 eröffnet und bietet 23.732 Plätze. Das Stadion wurde nach dem ehemaligen Clubpräsidenten Manuel Ferreira Sosa benannt.

## Geschichte
Das Stadion wurde am 15. Mai 1965 offiziell eröffnet. Am 4. August des Jahres trafen Olimpia Asunción und der FC Santos (2:2) im Stadion aufeinander. Der Ansturm auf das Spiel, an dem Pelé teilnahm, war so groß, dass die Zuschauerkapazität des Stadions überschritten wurde. Während des Spieles brachen aufgrund des Zuseherandrangs Zäune zusammen, wodurch mehrere Zuschauer verletzt wurden. Als Pelé dies sah, lief er zur Unglücksstelle, um den Verletzten zu helfen. Später wurde die Partie, ohne weitere Komplikationen, fortgeführt.
Obwohl das Estadio Manuel Ferreira das Heimstadion von Olimpia ist, wird für wichtige internationale Begegnungen, wie die Heimspiele in der Copa Libertadores, oder für Derbys, z. B. gegen den Club Cerro Porteño, das Estadio Defensores del Chaco wegen seines größeren Fassungsvermögens genutzt.
Der Club Olimpia strebt einen Um- oder Neubau des Stadions an. Die zukünftige Spielstätte soll bis zu 55.000 Zuschauer fassen und damit mehr als doppelt so groß werden wie das Estadio Manuel Ferreira. Derzeit wird ein Neubau favorisiert. Zunächst müssten aber die Aktionäre des Vereins zu den Plänen befragt werden.

## Spitzname
Der Spitzname El Bosque de Para Uno kommt von den das Stadion umgebenden großen Bäumen, welche den Eindruck erwecken, dass man sich in einem Wald befindet (spanisch Bosque = deutsch Wald) und der Zuglinie „Uno“ (Eins), welche an dem Ort des Stadions früher vorbeiführte.